# 2014-es San Juan-i műugró-Grand Prix-verseny
A Nemzetközi Úszószövetség (FINA) 2014-ben a 20. alkalommal rendezte meg május 8. és május 11. között a műugró-Grand Prix-versenysorozatot, melynek negyedik állomása a Puerto Ricói San Juan volt.

## Eredmények

### Éremtáblázat
| #        | nemzet      | arany | ezüst | bronz | összesen |
| 1        | Kína        | 7     | 3     | 1     | 11       |
| 2        | Ausztrália  | 1     | 1     | 1     | 3        |
| 3        | USA         | 0     | 1     | 2     | 3        |
| 4        | Brazília    | 0     | 1     | 1     | 2        |
| 5        | Kolumbia    | 0     | 1     | 0     | 1        |
| 5        | Oroszország | 0     | 1     | 0     | 1        |
| 7        | Kanada      | 0     | 0     | 1     | 1        |
| 7        | Mexikó      | 0     | 0     | 1     | 1        |
| 7        | Olaszország | 0     | 0     | 1     | 1        |
| összesen | összesen    | 8     | 8     | 8     | 24       |

### Éremszerzők
| versenyszám   | arany                         | ezüst                                         | bronz                                                 |
| férfiak       |                               |                                               |                                                       |
| 3 m           | Szun Cse-ji                   | Cesar Castro                                  | Michele Benedetti                                     |
| 3 m szinkron  | Li Si-hszin / Szun Cse-ji     | Sebastian Villa Castaneda / Sebastian Morales | Yahel Castillo Huerta / Alejandro Daniel Islas Arroyo |
| 10 m          | Huo Liang                     | Csang Jen-csüan                               | Hugo Parisi                                           |
| 10 m szinkron | Csang Jen-csüan / Huo Liang   | Roman Izmajlov / Arkagyij Ajdarov             | Mark Anderson / Toby Stanley                          |
| nők           |                               |                                               |                                                       |
| 3 m           | Vu Csun-ting                  | Vej Jing                                      | Maren Taylor                                          |
| 3 m szinkron  | Vu Csun-ting / Cseng Csü-ling | Esther Qin / Anna Galai                       | Emma Friesen / Hailey Casper                          |
| 10 m          | Melissa Wu                    | Csi Si-jü                                     | Zsen Csien                                            |
| 10 m szinkron | Zsen Csien / Csi Si-jü        | Amy Cozad / Katrina Young                     | Rachel Bugg / Melissa Wu                              |

## A versenyen részt vevő nemzetek
A Grand Prix-n 18 nemzet 97 sportolója vett részt, az alábbi megbontásban:
| Részt vevő nemzetek férfi / nő megbontásban | Részt vevő nemzetek férfi / nő megbontásban | Részt vevő nemzetek férfi / nő megbontásban | Részt vevő nemzetek férfi / nő megbontásban | Részt vevő nemzetek férfi / nő megbontásban | Részt vevő nemzetek férfi / nő megbontásban | Részt vevő nemzetek férfi / nő megbontásban | Részt vevő nemzetek férfi / nő megbontásban | Részt vevő nemzetek férfi / nő megbontásban |
| ------------------------------------------- | ------------------------------------------- | ------------------------------------------- | ------------------------------------------- | ------------------------------------------- | ------------------------------------------- | ------------------------------------------- | ------------------------------------------- | ------------------------------------------- |
| nemzet                                      | F                                           | N                                           | nemzet                                      | F                                           | N                                           | nemzet                                      | F                                           | N                                           |
| Ausztrália                                  | 2                                           | 5                                           | Franciaország                               | 1                                           | 3                                           | Mexikó                                      | 4                                           | 3                                           |
| Brazília                                    | 5                                           | 5                                           | Egyesült Királyság                          | 2                                           | 3                                           | Norvégia                                    | 0                                           | 1                                           |
| Kanada                                      | 3                                           | 3                                           | Németország                                 | 3                                           | 4                                           | Új-Zéland                                   | 2                                           | 0                                           |
| Kína                                        | 5                                           | 5                                           | Magyarország                                | 0                                           | 3                                           | Puerto Rico                                 | 0                                           | 2                                           |
| Kolumbia                                    | 5                                           | 2                                           | Olaszország                                 | 4                                           | 1                                           | Oroszország                                 | 4                                           | 0                                           |
| Dominikai Köztársaság                       | 2                                           | 0                                           | Makaó                                       | 0                                           | 2                                           | USA                                         | 6                                           | 7                                           |

F = férfi, N = nő

## Versenyszámok

### Férfiak

#### 3 méteres műugrás
| #  | Ország                | Név                           | Selejtező | Selejtező | Középdöntő | Középdöntő | Középdöntő | Középdöntő | Döntő   | Döntő  |
| #  | Ország                | Név                           | Selejtező | Selejtező | A          | A          | B          | B          | Döntő   | Döntő  |
| #  | Ország                | Név                           | Rangsor   | Pontok    | Rangsor    | Pontok     | Rangsor    | Pontok     | Rangsor | Pontok |
| -- | --------------------- | ----------------------------- | --------- | --------- | ---------- | ---------- | ---------- | ---------- | ------- | ------ |
|    | Kína                  | Szun Cse-ji                   | 1         | 440,45    |            |            | 1          | 456,20     | 1       | 442,25 |
|    | Brazília              | Cesar Castro                  | 3         | 385,95    |            |            | 2          | 385,20     | 2       | 422,05 |
|    | Olaszország           | Michele Benedetti             | 8         | 372,15    | 2          | 405,65     |            |            | 3       | 413,85 |
| 4  | Egyesült Királyság    | Freddie Woodward              | 5         | 380,35    |            |            | 3          | 381,40     | 4       | 399,60 |
| 5  | Kolumbia              | Alejandro Arias               | 6         | 376,95    | 3          | 399,40     |            |            | 5       | 386,55 |
| 6  | Mexikó                | Kevin Banda                   | 12        | 364,35    | 1          | 422,95     |            |            | 6       | 386,55 |
|    |                       |                               |           |           |            |            |            |            |         |        |
| 7  | Kanada                | Riley McCormick               | 2         | 390,75    | 4          | 398,05     |            |            |         |        |
| 8  | USA                   | Dwight Dumais                 | 4         | 380,80    | 5          | 391,05     |            |            |         |        |
| 9  | Olaszország           | Tommaso Rinaldi               | 7         | 372,70    |            |            | 4          | 380,60     |         |        |
| 10 | Brazília              | Ian Carlos Matos              | 11        | 365,10    |            |            | 5          | 379,35     |         |        |
| 11 | Kolumbia              | Sebastian Morales             | 9         | 368,05    |            |            | 6          | 368,40     |         |        |
| 12 | Mexikó                | Alejandro Daniel Islas Arroyo | 10        | 365,65    | 6          | 330,50     |            |            |         |        |
|    |                       |                               |           |           |            |            |            |            |         |        |
| 13 | Németország           | Oliver Homuth                 | 13        | 356,35    |            |            |            |            |         |        |
| 14 | Új-Zéland             | Li Fengyang                   | 14        | 353,05    |            |            |            |            |         |        |
| 15 | USA                   | Aaron Fleshner                | 15        | 351,80    |            |            |            |            |         |        |
| 16 | Új-Zéland             | Liam Stone                    | 16        | 340,55    |            |            |            |            |         |        |
| 17 | Ausztrália            | Grant Nel                     | 17        | 327,65    |            |            |            |            |         |        |
| 18 | Kanada                | Cody Yano                     | 18        | 304,65    |            |            |            |            |         |        |
| 19 | Dominikai Köztársaság | Frandiel Gomez Vargas         | 19        | 301,15    |            |            |            |            |         |        |
| 20 | Dominikai Köztársaság | Argenis Alvarez               | 20        | 292,75    |            |            |            |            |         |        |
| 21 | Oroszország           | Ilja Kuzmin                   | 21        | 273,30    |            |            |            |            |         |        |
| 22 | Kína                  | Peng Csien-feng               | 22        | 250,95    |            |            |            |            |         |        |
| 23 | Oroszország           | Makszim Popkov                | 23        | 232,20    |            |            |            |            |         |        |

#### 3 méteres szinkronugrás
| #  | Ország                | Név                                                   | Pontok |
| -- | --------------------- | ----------------------------------------------------- | ------ |
|    | Kína                  | Li Si-hszin / Szun Cse-ji                             | 400,83 |
|    | Kolumbia              | Sebastian Villa Castaneda / Sebastian Morales         | 380,37 |
|    | Mexikó                | Yahel Castillo Huerta / Alejandro Daniel Islas Arroyo | 353,31 |
| 4  | Egyesült Királyság    | Nick Robinson-Baker / Freddie Woodward                | 346,35 |
| 5  | Németország           | Oliver Homuth / Maxim Jerjomin                        | 341,40 |
| 6  | Oroszország           | Ilja Kuzmin / Makszim Popkov                          | 333,90 |
| 7  | Brazília              | Ian Carlos Matos / Luiz Felipe Outerelo               | 330,54 |
| 8  | Új-Zéland             | Liam Stone / Li Fengyang                              | 330,03 |
| 9  | Olaszország           | Giovanni Tocci / Andreas Billi                        | 319,95 |
| 10 | USA                   | Aaron Fleshner/ Dwight Dumais                         | 318,72 |
| 11 | Dominikai Köztársaság | Argenis Alvarez / Frandiel Gomez Vargas               | 296,73 |

#### 10 méteres toronyugrás
| #  | Ország                | Név                       | Selejtező | Selejtező | Középdöntő | Középdöntő | Középdöntő | Középdöntő | Döntő   | Döntő  |
| #  | Ország                | Név                       | Selejtező | Selejtező | A          | A          | B          | B          | Döntő   | Döntő  |
| #  | Ország                | Név                       | Rangsor   | Pontok    | Rangsor    | Pontok     | Rangsor    | Pontok     | Rangsor | Pontok |
| -- | --------------------- | ------------------------- | --------- | --------- | ---------- | ---------- | ---------- | ---------- | ------- | ------ |
|    | Kína                  | Huo Liang                 | 2         | 508,80    | 1          | 512,95     |            |            | 1       | 534,00 |
|    | Kína                  | Csang Jen-csüan           | 1         | 539,75    |            |            | 1          | 523,65     | 2       | 530,30 |
|    | Brazília              | Hugo Parisi               | 4         | 400,05    | 3          | 418,00     |            |            | 3       | 466,25 |
| 4  | Kolumbia              | Juan Rios                 | 8         | 375,55    | 2          | 446,25     |            |            | 4       | 449,35 |
| 5  | Kanada                | Maxim Bouchard            | 9         | 375,30    |            |            | 2          | 410,35     | 5       | 423,80 |
| 6  | Új-Zéland             | Li Fengyang               | 3         | 444,80    |            |            | 3          | 376,25     | 6       | 380,10 |
|    |                       |                           |           |           |            |            |            |            |         |        |
| 7  | Kolumbia              | Kevin García              | 12        | 360,05    | 4          | 398,85     |            |            |         |        |
| 8  | USA                   | David Dinsmore            | 7         | 378,10    |            |            | 4          | 374,10     |         |        |
| 9  | Ausztrália            | Domonic Bedggood          | 5         | 391,30    |            |            | 5          | 371,15     |         |        |
| 10 | Németország           | Dominik Stein             | 10        | 362,90    | 5          | 355,70     |            |            |         |        |
| 11 | Oroszország           | Makszim Popkov            | 11        | 362,35    |            |            | 6          | 336,45     |         |        |
| 12 | Franciaország         | Benjamin Auffret          | 6         | 383,75    | 6          | 293,85     |            |            |         |        |
|    |                       |                           |           |           |            |            |            |            |         |        |
| 13 | Mexikó                | Diego García de la Fuente | 13        | 340,40    |            |            |            |            |         |        |
| 14 | Brazília              | Rui Carlos Marinho        | 14        | 316,25    |            |            |            |            |         |        |
| 15 | USA                   | Zachary Cooper            | 15        | 308,30    |            |            |            |            |         |        |
| 16 | Oroszország           | Arkagyij Ajdarov          | 16        | 218,85    |            |            |            |            |         |        |
| 17 | Dominikai Köztársaság | Frandiel Gomez Vargas     | 17        | 212,05    |            |            |            |            |         |        |

#### 10 méteres szinkronugrás
| # | Ország      | Név                               | Pontok |
| - | ----------- | --------------------------------- | ------ |
|   | Kína        | Csang Jen-csüan / Huo Liang       | 400,68 |
|   | Oroszország | Roman Izmajlov / Arkagyij Ajdarov | 372,24 |
|   | USA         | Mark Anderson / Toby Stanley      | 348,99 |
| 4 | Brazília    | Rui Carlos Marinho / Hugo Parisi  | 344,64 |

### Nők

#### 3 méteres műugrás
| #  | Ország             | Név                         | Selejtező | Selejtező | Középdöntő | Középdöntő | Középdöntő | Középdöntő | Döntő   | Döntő  |
| #  | Ország             | Név                         | Selejtező | Selejtező | A          | A          | B          | B          | Döntő   | Döntő  |
| #  | Ország             | Név                         | Rangsor   | Pontok    | Rangsor    | Pontok     | Rangsor    | Pontok     | Rangsor | Pontok |
| -- | ------------------ | --------------------------- | --------- | --------- | ---------- | ---------- | ---------- | ---------- | ------- | ------ |
|    | Kína               | Vu Csun-ting                | 2         | 309,65    | 1          | 332,25     |            |            | 1       | 345,90 |
|    | Kína               | Vej Jing                    | 5         | 285,10    |            |            | 1          | 321,75     | 2       | 336,75 |
|    | USA                | Maren Taylor                | 3         | 300,90    |            |            | 3          | 300,30     | 3       | 300,90 |
| 4  | USA                | Laura Ryan                  | 4         | 288,20    | 2          | 297,45     |            |            | 4       | 294,15 |
| 5  | Kanada             | Hailey Casper               | 6         | 283,50    | 3          | 284,85     |            |            | 5       | 264,45 |
| 6  | Ausztrália         | Esther Qin                  | 1         | 312,15    |            |            | 2          | 306,15     | 6       | 253,00 |
|    |                    |                             |           |           |            |            |            |            |         |        |
| 7  | Ausztrália         | Anabelle Smith              | 11        | 255,00    |            |            | 4          | 291,00     |         |        |
| 8  | Kanada             | Emma Friesen                | 10        | 257,70    | 4          | 283,50     |            |            |         |        |
| 9  | Brazília           | Juliana Veloso              | 8         | 261,00    | 5          | 281,00     |            |            |         |        |
| 10 | Egyesült Királyság | Francesca del Celo          | 7         | 268,15    |            |            | 5          | 274,45     |         |        |
| 11 | Németország        | Nora Subschinski            | 9         | 260,85    |            |            | 6          | 255,15     |         |        |
| 12 | Puerto Rico        | Luisa Jiménez               | 12        | 250,50    | 6          | 252,50     |            |            |         |        |
|    |                    |                             |           |           |            |            |            |            |         |        |
| 13 | Kolumbia           | Diana Isabel Pineda Zuletra | 13        | 233,30    |            |            |            |            |         |        |
| 14 | Makaó              | Sut Ian Choi                | 14        | 231,95    |            |            |            |            |         |        |
| 15 | Puerto Rico        | Jeniffer Fernandez          | 15        | 231,45    |            |            |            |            |         |        |
| 16 | Mexikó             | Vianey Hernández            | 16        | 230,70    |            |            |            |            |         |        |
| 17 | Franciaország      | Marion Farissier            | 17        | 228,60    |            |            |            |            |         |        |
| 18 | Brazília           | Luana Lira                  | 18        | 227,25    |            |            |            |            |         |        |
| 19 | Kolumbia           | Carolina Murillo            | 19        | 227,15    |            |            |            |            |         |        |
| 20 | Magyarország       | Gondos Flóra                | 20        | 223,90    |            |            |            |            |         |        |
| 21 | Mexikó             | Daniela Ramírez             | 21        | 195,70    |            |            |            |            |         |        |
| 22 | Franciaország      | Maxine Eouzan               | 22        | 190,15    |            |            |            |            |         |        |
| 23 | Norvégia           | Thelma Baatz                | 23        | 177,20    |            |            |            |            |         |        |

#### 3 méteres szinkronugrás
| # | Ország       | Név                                 | Pontok |
| - | ------------ | ----------------------------------- | ------ |
|   | Kína         | Vu Csun-ting / Cseng Csü-ling       | 299,70 |
|   | Ausztrália   | Esther Qin / Anna Galai             | 263,70 |
|   | Kanada       | Emma Friesen / Hailey Casper        | 253,20 |
| 4 | Magyarország | Gondos Flóra / Kormos Villő         | 252,09 |
| 5 | Brazília     | Tammy Galera / Juliana Veloso       | 251,76 |
| 6 | USA          | Meghan Houston / Cheyenne Cousineau | 249,00 |
| 7 | Puerto Rico  | Jeniffer Fernandez / Luisa Jiménez  | 235,68 |
| 8 | Makaó        | Sut Ian Choi / Sut Kuan Choi        | 229,08 |
| 9 | Mexikó       | Daniela Ramírez / Vianey Hernández  | 190,80 |

#### 10 méteres toronyugrás
| #  | Ország             | Név               | Selejtező | Selejtező | Középdöntő | Középdöntő | Középdöntő | Középdöntő | Döntő   | Döntő  |
| #  | Ország             | Név               | Selejtező | Selejtező | A          | A          | B          | B          | Döntő   | Döntő  |
| #  | Ország             | Név               | Rangsor   | Pontok    | Rangsor    | Pontok     | Rangsor    | Pontok     | Rangsor | Pontok |
| -- | ------------------ | ----------------- | --------- | --------- | ---------- | ---------- | ---------- | ---------- | ------- | ------ |
|    | Ausztrália         | Melissa Wu        | 4         | 300,80    | 2          | 323,35     |            |            | 1       | 370,70 |
|    | Kína               | Csi Si-jü         | 2         | 309,15    | 1          | 331,00     |            |            | 2       | 366,55 |
|    | Kína               | Zsen Csien        | 1         | 327,15    |            |            | 1          | 354,75     | 3       | 361,30 |
| 4  | Ausztrália         | Rachel Bugg       | 6         | 283,50    | 3          | 321,20     |            |            | 4       | 310,00 |
| 5  | Brazília           | Ingrid Oliveira   | 11        | 272,85    |            |            | 2          | 283,10     | 5       | 302,30 |
| 6  | Egyesült Királyság | obyn Birch        | 7         | 282,80    |            |            | 3          | 275,00     | 6       | 296,80 |
|    |                    |                   |           |           |            |            |            |            |         |        |
| 7  | Egyesült Királyság | Georgia Ward      | 12        | 266,20    | 4          | 304,90     |            |            |         |        |
| 8  | Olaszország        | Bátki Noémi       | 8         | 281,30    | 5          | 297,20     |            |            |         |        |
| 9  | Németország        | My Phan           | 10        | 274,90    | 6          | 273,80     |            |            |         |        |
| 10 | Mexikó             | Karla Rivas       | 5         | 285,65    |            |            | 4          | 273,20     |         |        |
| 11 | Magyarország       | Reisinger Zsófia  | 9         | 277,70    |            |            | 5          | 264,40     |         |        |
| 12 | USA                | Mackenzie Tweardy | 3         | 303,75    |            |            | 6          | 231,75     |         |        |
|    |                    |                   |           |           |            |            |            |            |         |        |
| 13 | Németország        | Kieu Trang Duong  | 13        | 262,95    |            |            |            |            |         |        |
| 14 | Magyarország       | Kormos Villő      | 14        | 259,55    |            |            |            |            |         |        |
| 15 | Kanada             | Celina Toth       | 15        | 258,40    |            |            |            |            |         |        |
| 16 | Brazília           | Giovanna Pedroso  | 16        | 251,10    |            |            |            |            |         |        |
| 17 | USA                | Katrina Young     | 17        | 248,65    |            |            |            |            |         |        |
| 18 | Franciaország      | Laura Marino      | 18        | 236,65    |            |            |            |            |         |        |
| 19 | Kolumbia           | Carolina Murillo  | 19        | 228,70    |            |            |            |            |         |        |
| 20 | Norvégia           | Thelma Baatz      | 20        | 181,50    |            |            |            |            |         |        |

#### 10 méteres szinkronugrás
| # | Ország       | Név                                | Pontok |
| - | ------------ | ---------------------------------- | ------ |
|   | Kína         | Zsen Csien / Csi Si-jü             | 327,48 |
|   | USA          | Amy Cozad / Katrina Young          | 293,16 |
|   | Ausztrália   | Rachel Bugg / Melissa Wu           | 291,54 |
| 4 | Brazília     | Ingrid Oliveira / Giovanna Pedroso | 272,46 |
| 5 | Németország  | Kristin Syrbe / Kieu Trang Duong   | 236,55 |
| 6 | Magyarország | Reisinger Zsófia / Kormos Villő    | 234,60 |